# Nicholas Pinnock

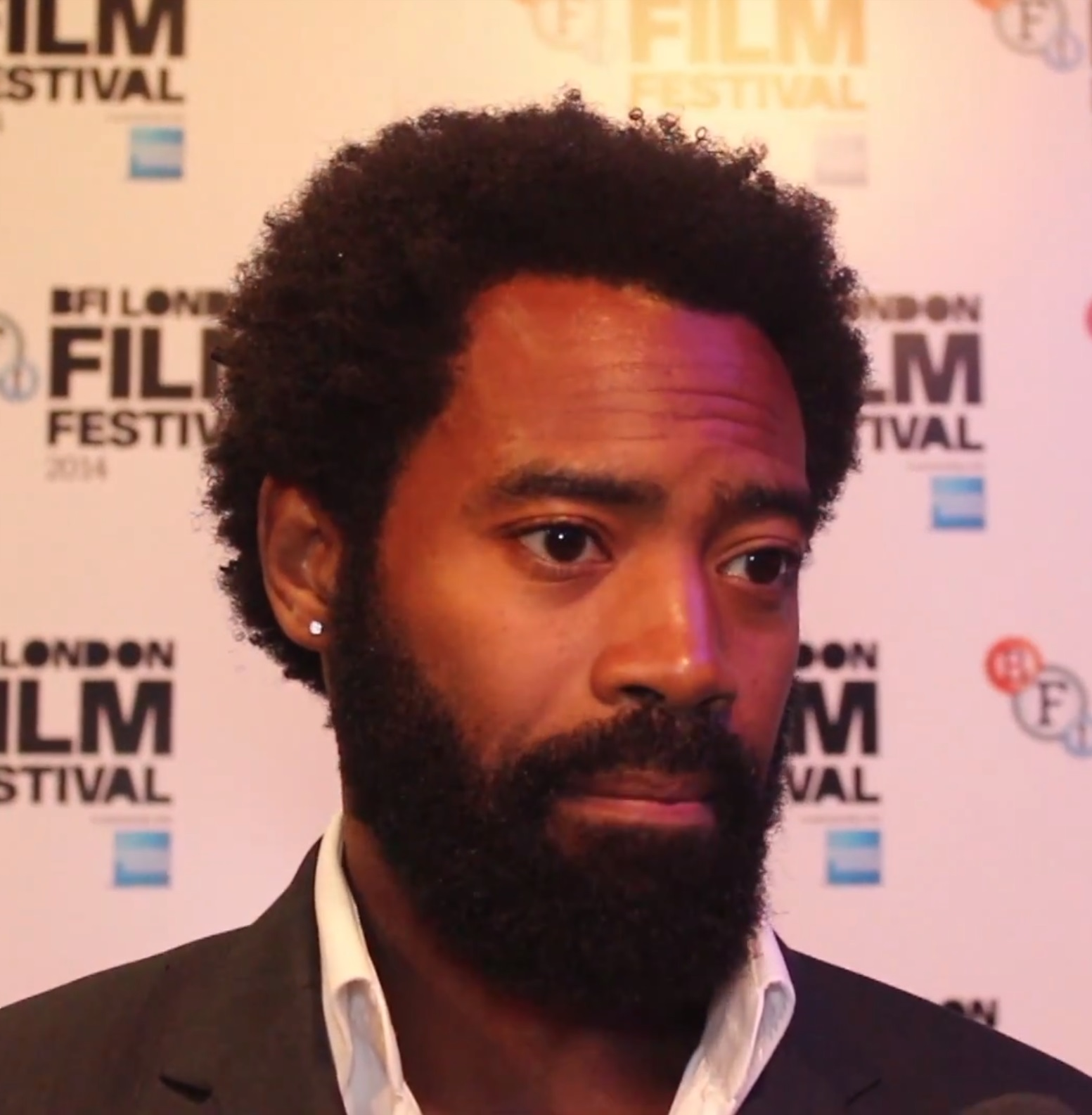
Nicholas Pinnock (2014)

Nicholas Andre Pinnock (* 2. September 1973 in Balham, London, England) ist ein britischer Schauspieler, Filmproduzent und Tänzer.

## Leben
Pinnock wurde am 2. September 1973 im Londoner Stadtteil Balham geboren. Er ist der jüngste von drei Kindern und hat eine ältere Schwester und einen älteren Bruder. Seine Eltern sind jamaikanisch-kubanischer Herkunft. Daher spricht er fließend Spanisch, interessiert sich für Salsa und spielt Conga. Er verbrachte einen Großteil seiner Kindheit in Saudi-Arabien. Ab seinem 12. Lebensjahr zog die Familie zurück nach England, wo er die Corona Theatre School besuchte. Eine dreijährige Musical-Ausbildung erhielt er am London Studio Centre. Er erhielt eine Ausbildung als Tänzer und trat anschließend der zeitgenössischen Tanzkompanie Featherstoneaughes bei. Er tourte mit ihnen mehrere Jahre lang in Produktionen wie Big Feature, The Bends und war ein Originaltänzer in The Featherstoneaughes Go Las Vegas. Pinnock ist Fußballfan und unterstützt den FC Chelsea, den FC Liverpool und Real Madrid.
Er debütierte 1986 als Kinderdarsteller im Fernsehfilm Mr Magus Is Waiting for You. Von 1987 bis 1988 spielte er in 30 Episoden der Fernsehserie Emu's Wide World in der Rolle des Nic mit. In den nächsten Jahren folgten Episodenrollen in verschiedenen Fernsehserien.
2014 übernahm er die Rolle des Sergeant Forrest im Film Monsters: Dark Continent. 2015 wirkte er als Darsteller im Musikvideo zum Lied Closer von JP Cooper mit. Im selben Jahr wirkte er in der Rolle des Frank Sutter in elf Episoden der Fernsehserie Fortitude mit. Von 2016 bis 2018 war er in der Rolle des Jason Backland in der Fernsehserie Marcella zu sehen. Nach seinem dortigen Ausstieg war er bis einschließlich 2019 als Ian Shaw in der Fernsehserie Counterpart zu sehen. 2019 übernahm er die Rolle des Sheriff Reese Jordan im Film Dark Encounter. Die Hauptrolle des Aaron Wallace in der Fernsehserie For Life übernahm er von 2020 bis 2021 in insgesamt 23 Episoden. Ab 2022 wird er die Rolle des John Ellis in der Westernserie Django übernehmen.

## Filmografie (Auswahl)

### Schauspiel
- 1986: Mr Magus Is Waiting for You (Fernsehfilm)
- 1987–1988: Emu's Wide World (Fernsehserie, 30 Episoden)
- 1989: Happy Families (Fernsehserie, Episode 1x08)
- 1989–1997: The Bill (Fernsehserie, 5 Episoden, verschiedene Rollen)
- 1992: EastEnders (Fernsehserie, 3 Episoden)
- 1992: Desmond's (Fernsehserie, Episode 4x12)
- 1994: Peak Practice (Fernsehserie, Episode 2x08)
- 1995: Grange Hill (Fernsehserie, 5 Episoden)
- 1999: Casualty (Fernsehserie, Episode 12x19)
- 1999: New World Disorder – Das Killerprogramm (New World Disorder)
- 2000: The Knock (Fernsehserie, Episode 5x02)
- 2000: Second Sight – Mit anderen Augen: Blinder Hass (Second Sight: Kingdom of the Blind)
- 2001: It’s Not You, It’s Me (Kurzfilm)
- 2002: In Deep (Fernsehserie, 2 Episoden)
- 2003: Spine Chillers (Fernsehserie, Episode 1x04)
- 2003: Doctors (Fernsehserie, Episode 5x60)
- 2004: Holby City (Fernsehserie, Episode 6x26)
- 2005: Coming to England (Fernsehfilm)
- 2006: Footballers’ Wives (Fernsehserie, 2 Episoden)
- 2006: Dalziel und Pascoe – Mord in Yorkshire (Dalziel and Pascoe, Fernsehserie, 2 Episoden)
- 2006: Doctors (Fernsehserie, Episode 8x11)
- 2009: Diamonds (Fernsehfilm)
- 2009: Little Foxes
- 2010: The Deep (Fernsehserie, Episode 1x01)
- 2011: Captain America: The First Avenger
- 2011: Top Boy (Fernsehserie, 4 Episoden)
- 2012: So Make It Worthy (Kurzfilm)
- 2013: Ice Cream Girls (Mini-Serie, 3 Episoden)
- 2013: Mandela: The Prison Years (Fernsehfilm)
- 2014: The Keeping Room – Bis zur letzten Kugel (The Keeping Room)
- 2014: Monsters: Dark Continent
- 2015: Fortitude (Fernsehserie, 11 Episoden)
- 2015: A.D.: Rebellen und Märtyrer (A.D.: The Bible Continues, Fernsehserie, 2 Episoden)
- 2015: Midwinter of the Spirit (Mini-Serie, 3 Episoden)
- 2016: Aufstand der Barbaren (Barbarian Rising, Fernsehserie, Episode 1x01)
- 2016: Goalie (Kurzfilm)
- 2016: Lock In (Kurzfilm)
- 2016–2018: Marcella (Fernsehserie, 12 Episoden)
- 2017: Guerrilla (Mini-Serie, Episode 1x01)
- 2017: Taketh (Kurzfilm)
- 2017: Candice (Kurzfilm)
- 2018: VS.
- 2018: Run (Kurzfilm)
- 2018–2019: Counterpart (Fernsehserie, 14 Episoden)
- 2019: The Last Tree
- 2019: Origami (Kurzfilm)
- 2019: Insane in the Men Bain (Fernsehserie)
- 2019: Four (Kurzfilm)
- 2019: Dark Encounter
- 2019: Criminal (Fernsehserie, 3 Episoden)
- 2020: Unsaid Stories (Mini-Serie, Episode 1x01)
- 2020: Happy Birthday, My Love (Kurzfilm)
- 2020–2021: For Life (Fernsehserie, 23 Episoden)
- 2021: Can I Help? (Kurzfilm)
- 2023: The Book of Clarence
- 2024: The Assessment
- 2024: Here

### Produktion
- 2016: Goalie (Kurzfilm)
- 2017: Candice (Kurzfilm)
- 2019: Origami (Kurzfilm)
- 2020–2021: For Life (Fernsehserie, 10 Episoden)
- 2021: Can I Help? (Kurzfilm)